# Гановский, Сава
Сава Цолович Гановский (псевдоним — Трудин; болг. Сава Цолов Гановски (Трудин); 1 марта 1897, с. Кунино, Врачанский округ, Княжество Болгария, Османская империя — 24 апреля 1993, София, Болгария) — болгарский философ и историк философии XX века. Действительный член Болгарской АН (1952), профессор Софийского университета, директор Педагогического института, председатель Народного собрания Народной Республики Болгария (1965—1971).

## Биография

### Образование и довоенная карьера
Окончил Школу офицеров запаса и участвовал в Первой мировой войне, был приговорен к 15 годам тюрьмы за антивоенную пропаганду. После окончания войны был помилован.
В 1918 году он вступил в Болгарскую рабочую социал-демократическую партию (тесных социалистов), переименованную чуть позже в БКП. Неоднократно подвергался арестам.
Изучал философию и педагогику в Софийском университете «Св. Климент Охридский», в 1922—1928 годах продолжил обучение в области философии в Германии: в Галле и Берлине. Он является одним из инициаторов создания болгарского антифашистской студенческого союза в Европе члена «Нарстуд», входил в его руководство и активно работал в работе журнала «Нарстуд».
Затем учился в Москве в Институте красной профессуры (1928—1931). В 1930—1931 годах был профессором и заведующим кафедры диалектического и исторического материализма в Литературном институте имени А. М. Горького. Находясь в СССР, участвовал в философской дискуссии против группы Деборина и механицистов.
В 1931 году вернулся в Болгарию, являлся редактором нескольких изданий: «Народное образование» (1928—1934), «Звезда» (1932—1934), «Научное обозрение» (1938—1943), «Современная мысль» (1934—1938), «Современник» (1930—1932). Участвовал в деятельности профсоюза учителей и был соучредителем Союза писателей борьбы и труда.

### В период Второй мировой войны
В годы Второй мировой войны состоял в антифашистском Сопротивлении.
В 1941 году был интернирован в его родное село Кунино. В апреле 1944 года вступил в партизанский отряд «Георги Бенковски» (Красный Берег), затем стал заместителем политического комиссара Одиннадцатой Плевенской Повстанческой оперативной зоны.
Был делегирован от правительства в состав Отечественного фронта, чтобы организовать урегулировать отношения с эгейскими греками. В конце октября 1944 года подписал соглашение с Народно-освободительной армией Греции (ЭЛАС). Греческие партизаны выдали 15 человек из болгарской гражданской администрации во главе с губернатором, который был расстрелян болгарскими партизанами.

### Послевоенная карьера
С 1945 года является профессором Софийского университета, а в 1949—1953 годах возглавлял кафедру диалектического материализма и истории философии этого университета.
После государственного переворота в сентябре 1944 года занимал ряд ответственных должностей в руководстве страны.
- 1944—1945 гг. — начальник управления по делам печати,
- 1945—1947 гг. — посол в Румынии,
- 1947—1948 гг. — посол в Югославии,
- 1948—1949 гг. — заместитель министра иностранных дел Народной Республики Болгария.

В 1949—1952 годах был председателем Комитета науки, искусства и культуры в ранге министра. В 1957—1959 годах — вице-президент Болгарской академии наук. Также являлся председателем Ассоциации народных читалищ (1950—1957).
В 1953—1957 гг. — заведующий отделом образования и науки ЦК БКП.
В 1952 году он избирается академиком и членом Президиума Болгарской Академии наук. С 1952 по 1956 год являлся академиком-секретарем отделения истории, археологии и философии, а в 1957—1959 годах — вице-президентом Болгарской Академии науки. С 1959 по 1967 год занимал пост директора Института образования, а в 1977—1988 годах — директором Института философии. Он также является председателем Комитета по балканскому взаимопониманию и сотрудничеству (1959—1966), председателем Болгарского философского общества — с мая 1968 года и психологической ассоциации — с 1969 года. В 1973 году он был избран президентом Международной федерации Философских обществ, а с 1978 года до конца жизни являлся ее почетным председателем.
Член ЦК БКП (1954—1990), депутат Народного Собрания НРБ (1965—1971).
В 1965—1971 годах — председатель Национального собрания Народной Республики Болгария.
Лауреат Димитровской премии. Иностранный член АН СССР (1971).
Работы Гановского затрагивали философские, педагогические и социально-политические проблемы. В ряде работ он критиковал прагматизм, бергсонианство, ремкианство.

## Награды
- Герой Народной Республики Болгария (март 1967)
- Герой Социалистического Труда Народной Республики Болгария (18.05.1963)
- Семь орденов «Георгий Димитров» (07.03.1957, декабрь 1959, 18.05.1963, март 1967, февраль 1972, март 1977, март 1987)
- орден Октябрьской Революции (28.02.1977)
- орден Дружбы народов (07.09.1984)
- медаль «За доблестный труд. В ознаменование 100-летия со дня рождения Владимира Ильича Ленина» (1970)

## Сочинения
- Основные направления в философии. София, 1934. — 287 с.
- Великий ученый академик Иван П. Павлов. София, 1937. — 111 с.
- Из философии Возрождения, XVII век (Рене Декарт). София, 1938.
- Основные законы научной философии. София, 1940. — VIII, 460 с.
- Краткая история философии. София, 1941. — 404 с. 3-е перераб.изд., 1973. — 505 с.
- Общественно-экономическая формация и мирное существование. Пер. с болг. М., 1964.

## Статьи
- Субъективный фактор в общественном развитии. 1933.
- Стихийность и сознательность. 1933.
- Философские основы неодарвинизма. 1934.
- Наследственность, гены и мутация. 1938.
- Теоретические основы естествознания 1940.
- Гановский, Сава. Распространение и развитие марксистско-ленинской философии в Болгарии /История общественной мысли: современные проблемы: сборник статей / [Акад. наук СССР, Науч. совет по истории обществ. мысли ; редкол.: В. В. Орешкин и др.]. - Москва : Наука, 1972. - С .184-197.